# Xinjin
För andra betydelser, se Xinjin (olika betydelser).
Xinjin är ett härad som lyder under Chengdus stad på prefekturnivå i Sichuan-provinsen i sydvästra Kina, omkring 34 kilometer sydväst om provinshuvudstaden Chengdus centrum. 
1. ↑  http://www.geohive.com/cntry/CN-62_ext.aspx